# 克拉列沃市
克拉列沃市是塞尔维亚拉什卡州的一个地方自治单位，占地1529平方公里，中心地区为克拉列沃镇。

## 人口普查

### 2002年
根据2002年的人口普查。2007年，克拉列沃市有121,707名居民，其中59,670名男性和62,037名女性。居民平均年龄为40.5岁。51.7％的公民居住在城市居民区，48.3％的人口居住在郊区居民区。

## 景点
- 齐卡修道院
- 斯图德尼察修道院